# Lang-fang
Lang-fang (čínsky pchin-jinem Lángfáng, znaky 廊坊) je městská prefektura v Čínské lidové republice. Patří k provincii Che-pej. V celé prefektuře žilo v roce 2020 téměř pět a půl milionu obyvatel na ploše 6 413 čtverečních kilometrů.

## Poloha
Lang-fang leží na východní hranici provincie Che-pej. Hraničí na jihozápadě s Pao-tingem, na jihu s Cchang-čou, na severu s Pekingem a na východě s Tchien-ťinem. Území prefektury není souvislé – na severu k ní patří exkláva San-che obklopená Pekingem a Tchien-ťinem.

### Doprava
Je zde železniční stanice na vysokorychlostní trati Peking – Šanghaj.

## Správní členění
Městská prefektura Lang-fang se člení na deset celků okresní úrovně, a sice dva městské obvody, dva městské okresy, pět okresů a jeden autonomní okres.
| An-cch’ Kuang-jang městský okres · Pa-čou městský okres · San-che okres · Ku-an okres · Jung-čching okres · Siang-che okres · Ta-čcheng okres · Wen-an autonomní okres · Ta-čchang |                |                       |                       |             |                                         |
| Název | Název          | Počet obyvatel (2010) | Počet obyvatel (2020) | Rozloha km² | Hustota zalidnění (obyv. na km²) (2020) |
| český přepis | znaky          | Počet obyvatel (2010) | Počet obyvatel (2020) | Rozloha km² | Hustota zalidnění (obyv. na km²) (2020) |
| Městské obvody |                |                       |                       |             |                                         |
| An-cch’ | 安次区         | 367 670               | 479 826               | 581         | 826                                     |
| Kuang-jang | 广阳区         | 500 396               | 667 765               | 382         | 1 747                                   |
| Městské okresy |                |                       |                       |             |                                         |
| Pa-čou | 霸州市         | 622 975               | 743 226               | 796         | 934                                     |
| San-che | 三河市         | 652 042               | 965 075               | 635         | 1 521                                   |
| Okresy |                |                       |                       |             |                                         |
| Ku-an | 固安县         | 418 689               | 576 344               | 698         | 826                                     |
| Jung-čching | 永清县         | 356 481               | 384 767               | 768         | 501                                     |
| Siang-che | 香河县         | 343 372               | 449 038               | 448         | 1 002                                   |
| Ta-čcheng | 大城县         | 477 773               | 481 902               | 895         | 538                                     |
| Wen-an | 文安县         | 500 967               | 544 778               | 1 034       | 527                                     |
| Autonomní okres |                |                       |                       |             |                                         |
| Ta-čchang (chuejský) | 大厂回族自治县 | 118 474               | 171 366               | 176         | 974                                     |
| |                |                       |                       |             |                                         |
| Celkem | Celkem         | 4 358 839             | 5 464 087             | 6 413       | 852                                     |